# مائیته سوملسو
مائیته سوملسو (اسپانیایی: Maite Zumelzú‎؛ زادهٔ ۲۶ مه ۱۹۷۵) بازیگر آرژانتینی سینما، تلویزیون و تئاتر است. وی از سال ۱۹۹۳ تا کنون مشغول فعالیت هنری بوده‌است.
از فیلم‌ها یا مجموعه‌های تلویزیونی که وی در آن‌ها نقش داشته‌است، می‌توان به در جستجوی پدر، سیگنال و کلئوپاترا اشاره نمود.